# Little Princess
Singles de Yukiko Okada
First Date
(21 avril 1984) -Dreaming Girl- Koi, Hajimemashite
(21 septembre 1984)
Pistes de Cinderella
Sayonara, Natsuyatsumi Kare wa Hurricane
Little Princess (リトル プリンセス, trad. : « Petite princesse ») est le deuxième single de la chanteuse pop japonaise Yukiko Okada sorti en juillet 1984.

## Développement
Le single sort le 18 juillet 1984 initialement sous format vinyle et cassette audio, trois mois après le single précédent d'Okada First Date. Il atteint la 14e place du classement hebdomadaire des ventes de l'Oricon.
Le single comprend deux titres seulement : la chanson-titre Little Princess écrite et composée par une autre chanteuse Mariya Takeuchi et une chanson en face B Koi no Doubles écrite par Kanchinfa et composée par Hagita Mitsuo.
De la manière que le premier single, la chanson-titre figurera en deuxième piste sur le premier album complet de la chanteuse intitulé Cinderella qui sera mis en vente deux mois plus tard, en septembre 1984 et sa face B, quant à elle, n'est pas retenue pour figurer sur le premier album et sera cependant sur la compilation Okurimono de novembre suivant, sur laquelle la chanson-titre figure également. Little Princess sera incluse sur la troisième compilation All Songs Request dix-huit ans plus tard, en mai 2002. Elle sera également incluse avec sa face B Koi no Doubles sur la compilation The Premium Best Okada Yukiko plus récemment en 2012.

## Liste des titres
| 1.   | Little Princess (リトル プリンセス) | 3:07 |
| 2.   | Koi no Doubles (恋のダブルス)       | 2:59 |
| 6:06 |                                     |      |